# Госпитальная улица (Киев)
Госпита́льная у́лица - улица в Печерском районе города Киева, местность Черепанова гора. Проходит от бульвара Леси Украинки до конца застройки.
Примыкает Госпитальный переулок.

## История
Улица возникла в середине XIX века под современным названием, которое получила от военного госпиталя (сейчас это Главный военный клинический госпиталь МО Украины), который находится здесь с конца XVIII века. Ранее имела гораздо бо́льшую протяженность, доходила до нынешней улицы Генерала Алмазова. С первой половины 1930-х до 1938 года отрезок улицы между нынешними улицами Немировича-Данченко и Генерала Алмазова назывался Засарайной улицей. На рубеже 1950-х и 1960-х годов, во время застройки жилого массива по бульвару Леси Украинки, Госпитальная улица была перестроена и сокращена. К концу 1970-х годов улица имела весомую частную малоэтажную застройку. Сегодня на месте частного сектора расположен гостиничный комплекс «Президент-отель „Киевский“». В связи с уменьшением количества домов в нумерации наблюдается некоторая путаница.

## Памятники истории и архитектуры
На улице расположены здания военного госпиталя, построенные в XIX веке, части историко-архитектурного памятника «Киевская крепость» — Косой капонир и редут № 2 (д. № 16). В доме № 24 находилась Военно-фельдшерская школа.

## Учреждения
- Посольство Республики Болгарии (д. № 1).
- Гостиница «Русь» (д. № 4).
- Президент-отель «Киевский» (д. № 12).
- Главный военный клинический госпиталь Министерства обороны Украины (д. № 18, 24).